# Tommy Smith (Eishockeyspieler)
Thomas Joseph „Tommy“ Smith (* 27. September 1885 in Ottawa, Ontario; † 1. August 1966) war ein kanadischer Eishockeyspieler und -trainer, der während seiner aktiven Karriere zwischen 1905 und 1920 unter anderem für die Quebec Bulldogs, Toronto Shamrocks und Canadiens de Montréal in der National Hockey Association sowie ausschließlich für die Bulldogs in der National Hockey League auf der Position des Centers gespielt hat. Im Verlauf seiner Karriere gewann Smith in Diensten der Ottawa Silver Seven im Jahr 1906 und der Quebec Bulldogs sieben Jahre später insgesamt zweimal den Stanley Cup. Im Jahr 1973 wurde er posthum mit der Aufnahme in die Hockey Hall of Fame für seine Verdienste gewürdigt. Smith galt zu seiner aktiven Zeit als einer der besten und talentiertesten Spieler überhaupt.
Seine beiden älteren Brüder Alf Smith, ebenfalls Hall-of-Fame-Mitglied, und Harry Smith waren um die Jahrhundertwende ebenfalls erfolgreiche Eishockeyspieler und Stanley-Cup-Gewinner.

## Karriere
Smith wurde in der kanadischen Hauptstadt Ottawa geboren und spielte zwischen 1903 und 1905 zunächst im Amateurbereich für die Ottawa Emmetts. Anschließend ging er ein Jahr für die Ottawa Victorias aus der Federal Amateur Hockey League aufs Eis. Der damals 20-Jährige avancierte mit zwölf Toren in acht Spielen auf Anhieb zum besten Torschützen des Teams. Noch im Verlauf der Saison wurde er von den Ottawa Silver Seven angefragt, wo er in drei Partien für seinen verhinderten Bruder Harry Smith aushalf. In diesen drei Spielen erzielte er sechs Tore, sodass er die Mannschaft auch in den Begegnungen um den Stanley Cup vertrat. Letztlich gewannen die Silver Seven die Trophäe und Smith seinen ersten Titel.

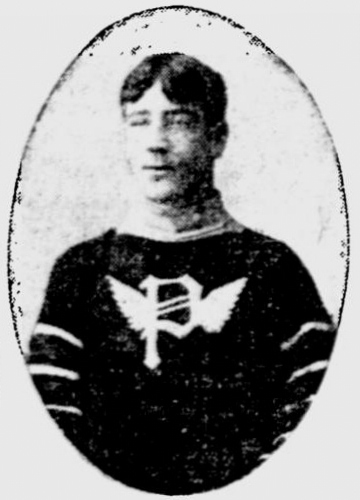
Smith im Trikot der Pittsburgh Pros

Nach dem Erfolg zog es den Mittelstürmer in die Vereinigten Staaten, wo er in den Profibereich zu den Pittsburgh Professionals aus der International Professional Hockey League wechselte. Dort sammelte er binnen 23 Spielen 44 Scorerpunkte, darunter 31 Tore. Aufgrund seiner Torjägerqualitäten war Smith in den Folgejahren für zahlreiche Teams interessant und so spielte er für zahlreiche Mannschaften, um so seinen Lebensunterhalt zu verdienen. Neben der Station Pittsburgh war er bis 1912 auch in Brantford, Haileybury, Galt und Moncton aktiv, wo er stets mit zahlreichen Toren für Aufsehen sorgte und sowohl die Galt Professionals als auch Moncton Victorias in das Stanley-Cup-Finale führte. Beide Auftritte waren allerdings nicht von Erfolg geprägt. Lediglich der Saison 1909/10 bei den Brantford Redmen konnte der Angreifer nicht seinen Stempel aufdrücken, da er an Typhus erkrankt war.
In der Finalserie mit Moncton gegen die Quebec Bulldogs aus der National Hockey Association hatte Smith mit seinen Leistungen auch den Gegner auf sich aufmerksam gemacht, der sich seine Dienste zur Saison 1912/13 sicherte. In Quebec entwickelte sich der Stürmer neben Joe Malone zu einem der beiden Erfolgsgaranten des Franchises und war mit 39 Toren in 18 Saisonspielen maßgeblich am erneuten Erreichen des Stanley-Cup-Finales beteiligt. Mit vier weiteren Toren in den zwei Finalspielen sicherte er dem Team die erfolgreiche Titelverteidigung und persönlich seinen zweiten Cup-Gewinn. In der Folgesaison bestätigte er seine Offensivproduktion und war erstmals bester Scorer der NHA. Vor dem Beginn der Spielzeit 1914/15 im Dezember 1914 wurde der Stürmer jedoch an den Ligakonkurrenten Toronto Shamrocks abgegeben. Dieser ließ dafür Jack McDonald nach Quebec ziehen. Smiths Zeit in Toronto dauerte allerdings nur zehn Spiele an und endete bereits nach gut einem Monat, da die Bulldogs ihren einstigen Spieler zurückkauften. Smith erreichte im Verlauf des Spieljahres erstmals die 40-Tore-Marke und wurde mit Abstand erneut der beste Punktesammler der Liga. Die Saison 1915/16 verbrachte Smith ebenfalls in Quebec, ehe die Bulldogs ihren Stürmer erneut innerhalb der Liga transferierten. Im Tausch gegen Sammy Hebert landete Smith bei den Canadiens de Montréal, wo er die letzte Saison der NHA verbrachte, ehe sie die Geschäfte einstellte. Auch Smith beendete daraufhin im Alter von 32 Jahren seine Karriere. Er ging aufgrund seiner 141 Tore als viertbester Torschütze hinter Joe Malone, Newsy Lalonde und Didier Pitre in die Geschichte der NHA ein.
Im Anschluss an seine aktive Karriere versuchte sich Smith als Trainer. Zunächst betreute er von 1917 bis 1918 die Ottawa Transport, in der Spielzeit darauf die Glace Bay Miners. Als die Quebec Bulldogs zur Saison 1919/20 nach zweijähriger Pause endlich den Spielbetrieb in der im Jahr 1917 gegründeten NHA-Nachfolgeliga National Hockey League aufnahmen, kehrte auch Smith noch einmal als Aktiver aufs Eis zurück. Er bestritt zehn Partien, in denen ihm lediglich eine Torvorlage gelang, ehe er ein zweites und letztes Mal zurücktrat.
Smith verstarb am 1. August 1966 im Alter von 81 Jahren an den Folgen einer Lungenentzündung. Im Jahr 1973 wurde er posthum für seine Verdienste um den Eishockeysport in die Hockey Hall of Fame aufgenommen.

## Erfolge und Auszeichnungen
| - 1906 Stanley-Cup-Gewinn mit den Ottawa Silver Seven - 1913 O’Brien-Trophy-Gewinn mit den Quebec Bulldogs - 1913 Stanley-Cup-Gewinn mit den Quebec Bulldogs - 1914 Bester Torschütze der NHA | - 1914 Topscorer der NHA - 1915 Bester Torschütze der NHA - 1915 Topscorer der NHA - 1973 Aufnahme in die Hockey Hall of Fame (posthum) |

## Karrierestatistik
(Legende zur Spielerstatistik: Sp oder GP = absolvierte Spiele; T oder G = erzielte Tore; V oder A = erzielte Assists; Pkt oder Pts = erzielte Scorerpunkte; SM oder PIM = erhaltene Strafminuten; +/− = Plus/Minus-Bilanz; PP = erzielte Überzahltore; SH = erzielte Unterzahltore; GW = erzielte Siegtore; 1 Play-downs/Relegation; Kursiv: Statistik nicht vollständig)